# 4 Real
Albums de Crystal Kay
Almost seventeen
(2002) Crystal Style
(2005)
Compilations par Crystal Kay
Natural -World Premiere Album-
(2003)
Singles
4 Real est le 4e album de la chanteuse Crystal Kay, sorti sous le label Sony Music Entertainment Japan le 27 novembre 2003 au Japon. Il atteint la 6e place du classement de l'Oricon, et reste classé pendant 24 semaines, pour un total de 247 540 exemplaires vendus. Il sort le même jour que le single Can't be Stopped.

## Liste des titres
| 1.  | Boyfriend -part II-                                        | Nishio Saeko                               | Sylvia Bennett-Smith, Reed Vertelney                | 4:59 |
| 2.  | I Like It (Crystal Kay loves M-Flo)                        | Crystal Kay et M-Flo                       | Crystal Kay et M-Flo                                | 5:44 |
| 3.  | Nice and Slow                                              | Saeko Nishio                               | Reed Vertelney                                      | 3:34 |
| 4.  | I'm Not Alone                                              | T.KURA, Keri Hilson, Emi K.Lynn            | T.KURA, Keri Hilson, Emi K.Lynn                     | 5:20 |
| 5.  | What Time Is It                                            | T.KURA, MICHICO                            | T.KURA, MICHICO                                     | 4:05 |
| 6.  | Candy                                                      | YOSHIKA                                    | YOSHIKA                                             | 4:20 |
| 7.  | Can't be Stopped                                           | Saeko Nishio                               | Andreas Levander, Marcus Dermulf et Jonas Nordelius | 4:29 |
| 8.  | Lead Me to the End                                         | Masumi Kawamura                            | Solaya                                              | 3:58 |
| 9.  | Kataomoi (片想い)                                          | Saeko Nishio, 51 -GOICHI-, Arkitec, COYASS | Taku Takahashi                                      | 4:22 |
| 10. | Over the Rainbow                                           | E.Y. Harburg                               | Harold Arlen                                        | 3:58 |
| 11. | Do U Like It (by Fantastic Plastic Machine) -Extended Mix- | M-Flo, Crystal Kay                         | M-Flo, Crystal Kay                                  | 7:01 |